# The Best of Cassandra
The Best of Cassandra (није преведено, мада се у Виртуелној библиотеци Србије среће и назив Најбоље од Касандре) компилација је немачких порнографских филмова, први пут објављена вероватно 2005. године. Дотична Касандра која глуми је Андреја Јелен, порнографска глумица словеначког порекла. На диску се налази и мађарски поклон-филм Сперма макарони.
DVD је у Србији издало новосадско предузеће Hexor 2008. године у тиражу од 2000 комада. Нема описа на омоту, интерна ознака српског издавача је DM32, а каталошки број COBISS.SR-ID 235512839.